# Karel van Mander (III)

Zelfportret met zijn vrouw Maria Fern en zijn moeder Cornelia Rooswijck

Karel van Mander (III) (Delft, 29 maart 1609 - begraven Kopenhagen, 6 april 1670) was een schilder, graveur, tekenaar, decorschilder, en verzamelaar van kunst, boeken en naturaliën.
Hij was zoon en leerling van Karel van Mander (II) en kleinzoon van Karel van Mander. Na de dood van zijn vader in 1623 ging hij met zijn moeder naar Denemarken. Vanaf 1630 werkte hij regelmatig voor het Deense hof. Hoewel hij pas begin twintig was, vestigde hij zich toen al als de favoriete portretschilder van Christiaan IV. Zijn schilderijen hingen in o.a. het kasteel Christiaansburg te Kopenhagen en het kasteel Frederiksburg. Weinig portretten zijn overgeleverd maar wel staat vast dat hij meer betaald kreeg voor portretten van de koning dan ieder ander. Om zich verder te bekwamen in zijn kunst bezocht hij van 1636 tot 1639, betaald door de koning, Nederland en Italië. Van Mander schilderde tussen 1640 en 1670 veel portretten van Deense adel, burgers, academici en geestelijken. Hij wordt gezien als de grote vernieuwer van de Deense portretschilderkunst.
Toen Christiaan IV stierf werd hij opgevolgd oor Frederik III. Karel van Mander vervaardigde schilderijen voor een grote triompoort.
Karel van Mander hield zich ook bezig met de dichtkunst en het verzamelen van wetenschappelijke, historische en etnografische objecten voor zijn privébibliotheek en kunstcollectie. Zijn wetenschappelijke interesses worden weerspiegeld in de exacte anatomische tekeningen die hij maakte voor het onderzoek van Thomas Bartholin. 
In 1657 bezocht Joost van den Vondel Karel van Mander in Kopenhagen.

## Wetenswaardigheden

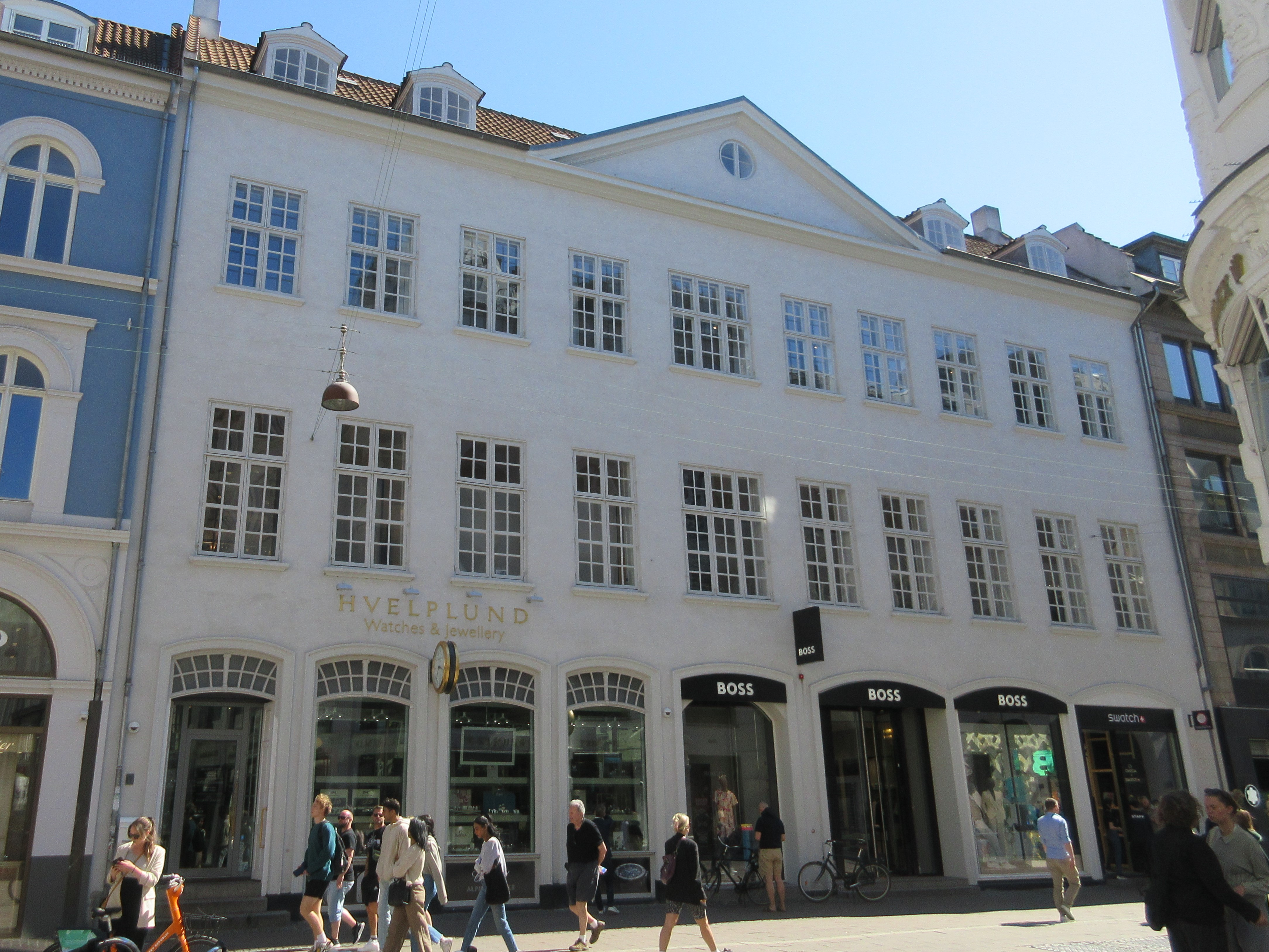
Het Karel van Manderhuis. Østergade 15, Kopenhagen

- Rond 1650 was Van Mander in staat een kapitaal huis in Kopenhagen te kopen dat nog steeds zijn naam draagt.

- Biografisch Portaal: 03418779
- Digitale Bibliotheek voor de Nederlandse Letteren: mand023
- Gemeinsame Normdatei: 1066349363
- International Standard Name Identifier: 0000 0000 5177 1893
- KulturNav: 0e43ceb5-8176-4098-9131-ebfa20f5e9bb
- Library of Congress Control Number: nb2015001976
- Nationale Bibliotheek van Israël: 987007264800605171
- Nederlandse Thesaurus van Auteursnamen: 070724083
- RKD-Nederlands Instituut voor Kunstgeschiedenis: 52264
- Istituto Centrale per il Catalogo Unico: BVEV069968
- LIBRIS: 283199
- Système universitaire de documentation: 188332529
- Union List of Artist Names: 500024035
- Virtual International Authority File: 56592031
- WorldCat: E39PBJt8p7MtYvFbbWPGMg6Frq